# 共和號戰艦
共和號戰艦（法語：République）是法國海軍於1900年代建造的前無畏艦，同時為共和級首艦，其同型艦為祖國號。本艦於1901年12月在布雷斯特兵工廠放置龍骨，1902年9月4日時首次下水，並在1907年1月12日正式服役。艦上的主要武器為4門305公釐口徑1893/96年型主砲，這些主砲配置於2座雙聯裝砲塔內。其推進系統由3組垂直型三脹式蒸汽機與24台尼克勞斯式鍋爐組成，在航速可達19節（35每小時；22英里每小時）左右。然而，以全裝重型火炮（All-Big-Gun）設計概念建造的无畏号战列舰開始於1906年12月服役於英國皇家海軍，這使得本艦及其同型艦在服役時即性能過時，但在第一次世界大戰期間仍是法國海軍的主力艦之一。
服役後的共和號大多數時間在法國地中海艦隊值勤，並且經常在地中海西部海域及大西洋進行演習和巡航等任務。在1910年演習期間，祖國號上的船員不小心發射一枚魚雷擊中共和號，造成本艦艦體損毀。1911年駐錨於土倫時，停靠在一旁的自由號戰艦發生彈藥艙爆炸，四散的裝甲板擊中本艦左後側，造成該處嚴重受損。當第一次世界大戰於1914年爆發時，共和號護衛從北非到法國本土的運輸艦隊，讓原先駐防在法屬北非的法軍能夠在安全地調回法國北方戰線。隨後在安提瓦里海戰中協助聯軍艦隊擊沉奧匈帝國海軍艦艇澤塔號防護巡洋艦。接下來共和號隨艦隊多次嘗試引誘奧匈帝國海軍艦艇出戰，但奧匈帝國海軍在經歷安提瓦里海戰後便不願派出海面艦艇，僅派出潛艇進行襲擊戰，迫使法國海軍僅能有限度地派遣共和號等戰艦在亞得里亞海海域進行巡航任務，避免遭受到嚴重損失。隨著義大利王國加入協約國陣營，亞得里亞海海域控制權同時轉交給義大利皇家海軍，這讓法國艦隊得以調離此處的軍艦至其他戰線。
1916年初期，法國海軍將共和號調去支援正要撤離加里波利半島的聯軍部隊。接下來為了向中立的希臘王國施壓，而被調往至薩洛尼卡，逼迫希臘加入協約國陣營。儘管在十一月事件中，登入雅典支援親協約國派的法軍部隊戰況不利，但共和號仍在部隊登陸時提出貢獻。當希臘政變成功後，共和號在1917年至1918年間的任務值勤數就直線降低，艦上一半的主炮甚至在1918年1月時被拆卸下來，支援法國陸軍用。失去一半主砲的共和號，僅能被重新歸類為訓練艦。1920年以後，共和號的職務被狄德罗号战列舰取代，因此本艦於1921年5月退役，並於同年11月在義大利拆解。

## 設計

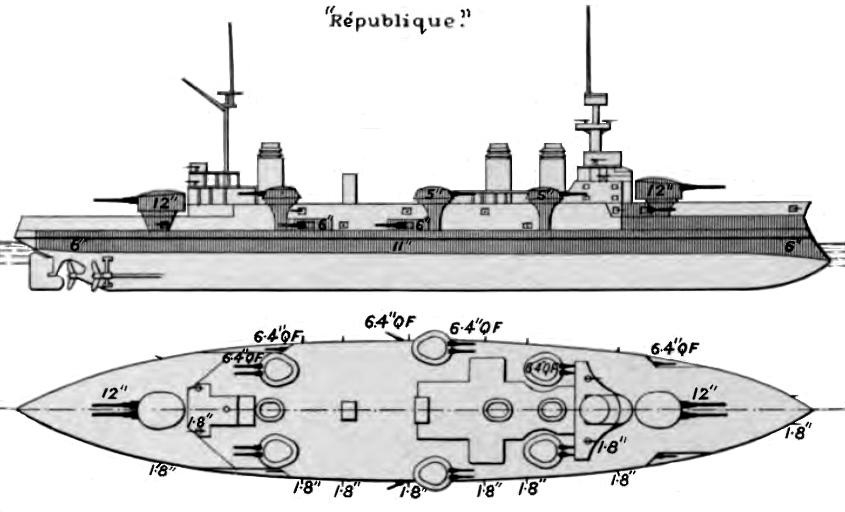
共和級描繪圖，出自1906年的布拉希海軍年鑑（Brassey's Naval Annual）。

共和級戰艦由白勞易設計，該級艦採用新式裝甲佈局，在輪機室與彈藥艙之間的裝甲防禦更加強化，與先前的法國戰艦相比之下更能降低進水問題。整體性能與先前戰艦相比下有著明顯地改進，除了艦體比前一型蘇弗朗號大上許多外，在武器配備與裝甲上也大幅改進，消除早期法國戰艦在設計上的許多缺失。
首艦共和號於1901年12月在布雷斯特兵工廠放置龍骨，1902年9月4日時首次下水，最後在1907年1月12日正式服役。然而英國的无畏号無畏艦同時在1906年12月開始服役，該艦採全巨砲設計（all-big-gun），主砲使用10門12英寸（300）口徑火砲，並使用能提供更快航速的蒸汽渦輪發動機當作推進系統，使得本艦與其同型艦在服役時即性能過時。
本艦全長135.25（443英尺9英寸）；舰宽24.26米（79英尺7英寸）；平均吃水深度落在8.2（26英尺11英寸）之間。在滿載狀況下，共和號排水量在14,870公噸（14,640長噸）其推進系統上採用三軸推進，由3組垂直型三脹式蒸汽機及24台尼克勞斯式鍋爐組成。整體輸出可達17,500匹公制馬力（17,260匹指示馬力），使艦體航速可達18節（33每小時；21英里每小時），另艦上可儲存1,800公噸（1,800長噸；2,000短噸）的燃煤，確保在10節（19每小時；12英里每小時）巡航速度下，巡航半徑最大可達到8,400海里（15,600；9,700英里）。出航執勤時，艦上可容納32名軍官及710名船員。 
在主要武器上，共和號戰艦由4門305公釐口徑1893/96年型主砲組成，這4門主砲安裝在2座雙聯裝砲塔內；2座主砲塔則平均分配至前甲板與後甲板側。次要武器則由18門164公釐口徑1893年型火砲組成，其中12門安裝在雙聯裝砲塔內，另外6門則設置在炮廓中。艦上另配備24門哈其開斯3磅艦炮來抵禦魚雷艇的攻擊；另在船體水線下區域裝設2組450（17.7英寸）口徑魚雷管。
本艦主裝甲帶在船舯最大厚度為280（11英寸），並連接54（2.1英寸）厚的上裝甲甲板及51（2.0英寸）厚的下裝甲甲板，在主裝甲帶與兩裝甲甲板連接的傾斜裝甲厚度為70（2.8英寸）。主砲塔正面裝甲厚360（14.2英寸），副砲塔正面則由138（5.4英寸）的裝甲保護之；另司令塔側面的裝甲厚度為266（10.5英寸）。

### 改裝
法國海軍在共和號服役後，對主砲塔火炮提升仰角或是相關增加射程的改裝方案曾多次嘗試，但後來證實這是無法執行的。不過海軍人員後來將砲塔後方兩側的空艙間灌水注滿，讓砲塔向後傾斜2度，被動地讓火炮仰角有所提升，同時使最大射程半徑從12,500至13,500（41,000至44,300英尺）。1912年至1913年期間，本艦安裝2組長2（6英尺7英寸）的巴爾與史特勞德測距儀。1915年至1916年期間，副砲塔配置一台新的電動機，用以提升運轉及升降效率；另外位在艦橋兩側的哈其開斯3磅艦炮被移除，後上層建築的2門3磅艦炮則被移至後主砲塔頂部。1915年12月8日，海軍司令部發布命令，要求將艦上的輕裝火炮數量修改為4門3磅艦炮及8門65 mm（2.6英寸）口徑1902年型火砲。1916年時，一部分的輕裝火炮再次進行改裝，其中4門3磅艦炮改以高角度防空座安置，並配置在後主砲塔及第5與第5座副砲塔頂部。

## 服役歷程

### 第一次世界大戰前

#### 1901年至1909年期間

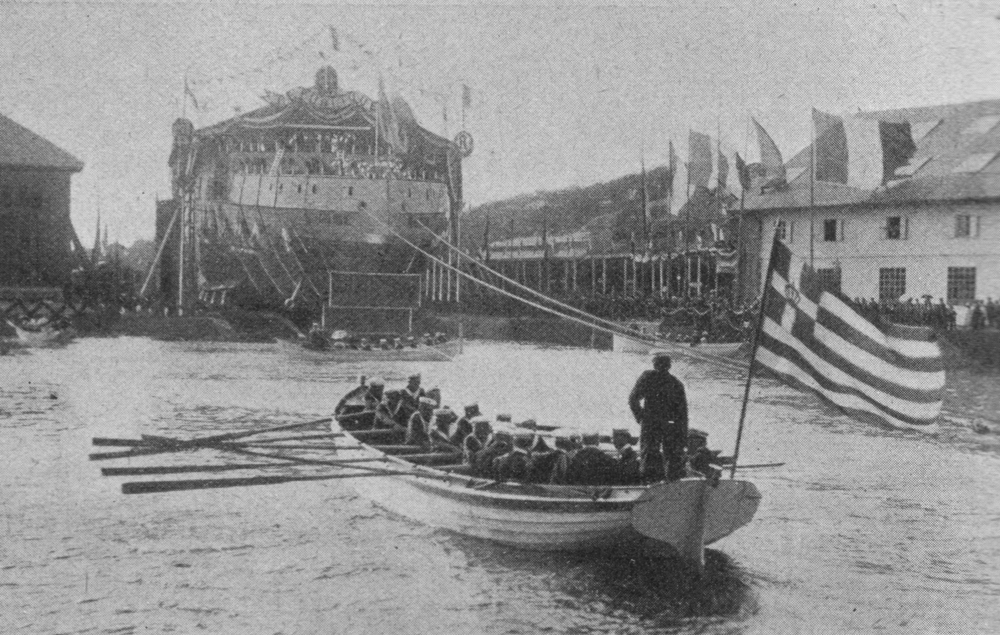
1902年9月4日時，船舶下水典禮的共和號戰艦。

共和號戰艦為共和級首艦，本艦於1901年12月27日在布雷斯特兵工廠放置龍骨，1902年9月4日時首次下水，最後在1907年1月12日正式服役。然而在同一時期，英國戰艦无畏号同時服役於皇家海軍，使得本艦及其前無畏艦顯得性能過時。當共和號開始服役後，在海試時最高航速曾達到19.15節（35.47每小時；22.04英里每小時），比原先預計的18節（33每小時；21英里每小時）還要快。本艦於1907年1月16日至26日期間從布雷斯特航行到土倫，並於1907年2月14日至17日間與克萊貝爾號裝甲巡洋艦及艾菲爾鐵塔一同進行無線電報測試。接著共和號被分派至地中海分艦隊第1總隊，與祖國號、蘇弗朗號在同一艦隊內。自1907年7月1日開始，共和號隨法國艦隊開始進行一年一度的夏季演習，該行動一直持續到7月31日為止；緊接著法國地中海分艦隊與北方分艦隊（Escadre du Nord）會合，並於地中海西部海域進行聯合演習。值得一提的是，當共和號在1907年加入艦隊後，曾在年度射擊比賽中名列第一過。
1908年1月13日，共和號與祖國號、查理曼號、聖路易號、高盧人號、馬塞納號、若雷吉貝里號等艦航往胡安灣，接著前往濱海自由城駐留一個多月。在1908年6月至7月間，地中海分艦隊與北方分艦隊於比塞大進行年度演習。1909年2月，地中海分艦隊前往濱海自由城駐琉一段時間，隨後前往科西嘉島進行海上訓練，接著於1909年4月26日在濱海自由城參與由法國總統阿爾芒·法利埃舉行的海軍閱兵典禮。在這段訓練期間，共和號與祖國號、自由號、正義號等艦，曾於1909年3月17日以舊型鐵甲艦風暴號為目標進行射擊演習。
1909年6月，共和號與正義號及伽利略號防護巡洋艦一同前往大西洋進行演習；三艦於1909年6月12日在西班牙加的斯與祖國號、自由號、民主號、歐內斯特·勒南號裝甲巡洋艦會合。演習項目包括在昂蒂奧什海峽以潛艇艦隊為假想敵等；接著艦隊向北航行到拉帕利斯港灣進行無線裝置測試，後又前往基伯龍灣進行射擊訓練。自1909年7月8日至15日期間，艦隊停靠在布雷斯特進行整補，接著於次日航行到勒阿弗爾。1909年7月17日，北方分艦隊前來此處與艦隊會合，並一同參與由法國總統阿爾芒·法利埃舉行的海軍閱兵典禮。10天過後，兩艦隊一同航行至瑟堡參與另一場海軍閱兵典禮，這場典禮舉辦的時間剛好與俄羅斯沙皇尼古拉二世訪問法國行程同時相遇，尼古拉二世隨後前來出席這場海軍閱兵典禮。1909年10月，由共和號與祖國號等艦組成的第1總隊航行至西班牙巴塞隆那，參與由西班牙國王阿方索十三世所舉行的海軍閱兵典禮；在典禮期間，阿方索十三世還登上祖國號視察艦上的船員。

#### 1910年至1914年期間

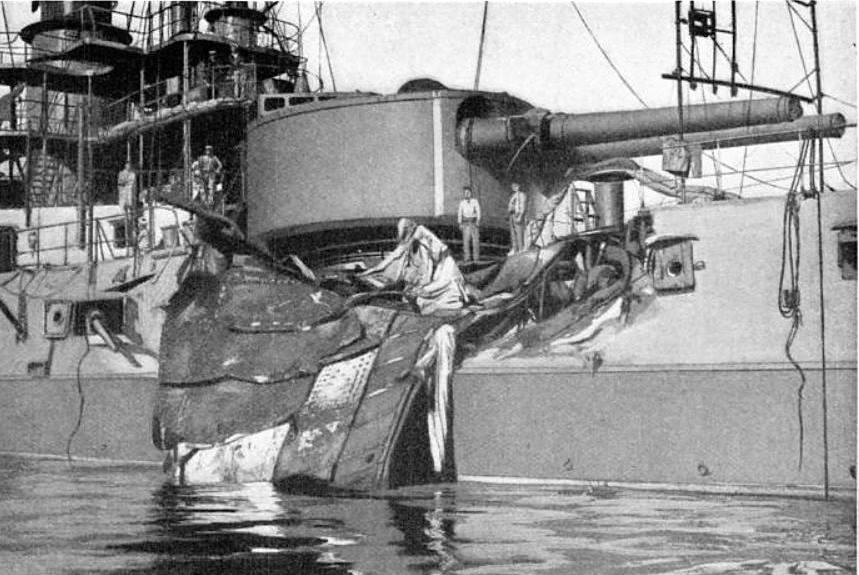
一塊原在自由號戰艦上的裝甲板在爆炸時，擊中共和號左後側，造成艦體嚴重受損。

自1910年2月18日起，共和號與祖國號、蘇弗朗號、正義號、真理號、民主號一同前往胡安灣進行演習，演習目標為對尼斯為假想敵對港口進行模擬攻擊。然而在1910年2月16日時，祖國號不小心發射一枚魚雷，並且直接擊中本艦，造成本艦艦體損毀，必須立刻前往土倫進行維修。共和號接下來於1910年5月21日至6月4日間，隨第1總隊前往薩丁尼亞島和阿爾及利亞進行海上演習行動，接著於1910年6月7日至18日間與第2總隊進行聯合演習。1910年12月初，由於艦上大規模傷寒，許多船員都遭到感染，迫使海軍高層要求本艦僅能駐紮在胡安灣，試圖以隔離來控制疫情。所幸到12月15日時，艦上的疫情已經平息。
1911年4月16日，共和號與真理號等艦艇護送法國總統阿爾芒·法利埃、海軍部長泰奧菲勒·德爾卡塞、公共工程和郵電部長查爾斯·杜蒙前往比塞大。艦隊在2天後抵達該地，並於1911年4月19日在當地進行一場閱兵典禮，參與者還包括2艘英國戰艦、2艘義大利戰艦，以及1艘西班牙巡洋艦等。護航艦隊後來於4月29日返回土倫，總統阿爾芒·法利埃在艦隊抵達港口後，宣布獎賞船員們2倍糧食配給，並免除任何懲戒，來感謝他們的傑出表現。1911年5月至6月期間，共和號隨第1總隊及歐內斯特·勒南號、萊昂·甘必大號等裝甲巡洋艦在西地中海海域進行巡航任務，並同時造訪包括卡利亞里、比塞大、邦纳、菲利普維爾、阿爾及爾、布日伊等多個港口。1911年8月1日後，新型號丹東級戰列艦開始陸續服役，法國海軍將丹東級各艦分派至第1分艦隊，並將共和號、祖國號以及4艘自由級戰艦轉調至第2分艦隊。
1911年9月4日，第2分艦隊在土倫參與一場艦隊閱兵儀式；賀瑞斯·若雷吉貝里海軍上將接著於1911年於9月11日帶領艦隊進行海上演習，並駛往胡安灣及馬賽等地，5天之後返回土倫。然而在1911年9月25日時，停靠在共和號一旁的自由號戰艦因B火藥自燃而發生彈藥艙殉爆意外，許多裝甲板碎片隨著爆炸波向四周飛濺，其中一塊重達37公噸（36長噸；41短噸）裝甲板直接擊中本艦主砲塔左後側處，造成23名船員殉職。後續在進行損害調查時，還發現一發從自由號上的麥寧炸藥彈擊中相同位置並引爆，造成共和號上的裝甲甲板上破一個大洞。儘管這起事故造成共和號多處受損，但受損的軍艦很快地就修復完工，並讓艦隊能再1911年尾這段期間能繼續正常執行常規訓練與巡航任務。
1912年4月24日，共和號與正義號一同出海前往位在耶爾沿岸的天然錨泊處進行砲術訓練；祖國號與真理號隨後在第二天加入艦隊進行訓練。1912年7月2日至12日間，奧古斯汀·布埃·德·拉佩雷爾海軍上將首先在胡安灣檢閱兩戰艦分艦隊，之後帶領艦隊巡航至科西嘉島，然後再到阿爾及利亞。在1912年末至1913年4月期間，共和號在土倫乾塢內進行改裝，結束工程後立即返回第2分艦隊。1913年5月19日時，法國海軍集結當時16艘戰艦，在土倫及薩丁尼亞島之間海域進行大規模演習，接著以法國總統雷蒙·普恩加萊主持的海軍閱兵典禮完結。緊接著在1913年7月1日至4日期間，第2分艦隊執行短期砲術訓練。1913年8月23日起，第2分艦隊離開土倫，並與朱爾·費里號裝甲巡洋艦、埃德加·吉涅號裝甲巡洋艦、以及兩驅逐區艦隊於大西洋海域進行海上訓練演習。在前往布雷斯特途中，艦隊還中途停靠在丹吉爾、魯瓦揚、勒韋爾東、拉帕利斯、基伯龍灣、瑟堡等地，最終於1913年9月20日抵達目的地，同時在當地遇到一支由4艘戰艦、5艘巡洋艦組成的俄羅斯分艦隊。一段時間後，第2分艦隊開始返回土倫，並在中途停靠在加的斯、丹吉爾、凱比爾港、阿爾及爾、比塞大，最終於1913年11月1日返回土倫。1913年12月3日，共和號、正義號、真理號一同進行魚雷演習及測距訓練。
第2分艦隊於1914年1月19日再次進行魚雷演習，當1月底時，艦隊航行至比塞大，後於1914年2月6日返回土倫。共和號、民主號、真理號、正義號於1914年3月4日被法國海軍調遣至第1戰艦分艦隊，並與第2輕裝分艦隊前往薩丁尼亞島及韋基奧港。1914年3月30日，第2輕裝分艦隊前往馬耳他訪問英國地中海艦隊，直到1914年4月3日才返回土倫。共和號緊接著於1914年6月份隨艦隊訪問各個港口，但由於奧匈帝國皇儲弗朗茨·斐迪南大公於1914年6月遇刺後，歐洲大陸於7月開始爆發戰爭危機，所有艦隊被迫於僅能在港口待命，並且僅能在沿岸進行短期訓練。

### 第一次世界大戰期間

#### 1914年至1915年期間

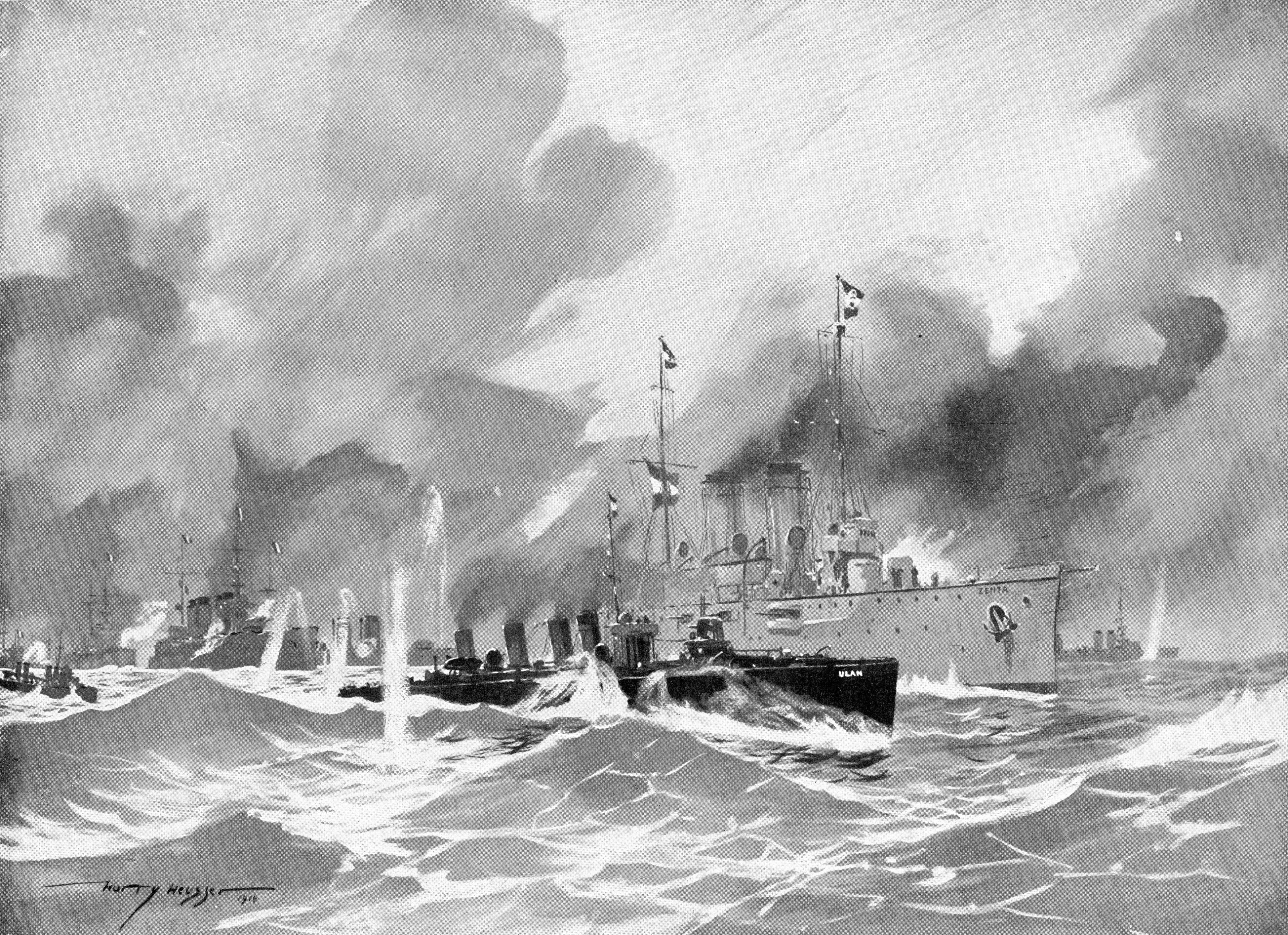
安提瓦里海戰中，遭到法艦猛烈攻擊的奧匈帝國海軍艦艇澤塔號防護巡洋艦及烏蘭號魚雷艦。

當第一次世界大戰於1914年7月爆發後，法國政府便在1914年8月1日宣布全面動員。海軍上將奧古斯汀·布埃·德·拉佩雷爾於次日下令所有法國艦隊在22：15時開始運轉鍋爐，讓所有軍艦在次日能早些啟程出發至法屬北非。面對以格本號大巡洋艦為首的德國地中海支艦隊襲擊可能性，法國海軍決定派遣所有可戰鬥船艦護衛往來於法屬北非至本土間的部隊運輸艦群。共和號與祖國號、真理號一同分派至法國地中海艦隊第2分艦隊，協助護航7000名法國陸軍第19軍團部隊，該部隊分別由7艘客輪搭載，準備從阿爾及利亞回到法國本土。中途時刻，護航任務交接給讓·巴爾號、孤拔號、孔多塞號、韋尼奧號等艦，讓後者護航運輸艦隊返回法國本土；而德艦格本號在砲擊邦纳與菲利普維爾的法軍設施後，就直接朝君士坦丁堡方向離去，而非針對地中海航運進行襲擊，所以本艦最終沒有與德艦相遇。
隨著英國與法國在1914年8月12日向奧匈帝國宣戰，戰事持續地擴大當中，法國海軍緊接著派遣第1分艦隊與第2分艦隊到南亞得里亞海阻止奧匈帝國海軍突破地中海海域。法國艦隊於1914年8月15日抵達奧特朗托海峽，並與在奧索尼島北方海域巡邏的英艦防衛號及韋茅斯號會合。布埃·德·拉佩雷爾接著帶領英法艦隊駛入亞得里亞海，試圖與奧匈帝國艦隊展開激戰。第二天清晨，英法兩軍的巡洋艦皆發現有不明船艦接近中，後來確認是正在執行封鎖蒙特內哥羅沿岸任務的奧匈帝國艦艇澤塔號及烏蘭號，隨後爆發安提瓦里海戰。在海戰初期，布埃·德·拉佩雷爾僅下令所有戰艦鳴炮示警，但此舉不僅造成聯軍艦隊的砲手混亂，同時讓烏蘭號順利逃脫。航速較慢的澤塔號同樣試圖逃離戰線，但聯軍的砲火多次命中該艦，造成該艦的發動機失效，同時艦體也因砲火而引發火災，隨後不久就沉入海底。英法聯軍在海戰勝利後，也撤回至原本控制的海域範圍。
接下來3天，共和號隨法國艦隊在亞得里亞海南方海域巡邏，期望奧匈帝國派艦前來交戰，但卻沒有遇到任何一艘敵艦。1914年8月17日9：20時，正義號因大霧而不小心與民主號發生相撞意外，導致民主號的船舵及中螺旋槳受損，共和號隨後於當日12:40前來救援；拖著民主號的本艦先是經過科孚島，接著前往馬爾他。兩艦隨後在1914年8月20日抵達目的地，緊接著共和號就立刻往北返回艦隊。由於奧匈帝國海軍持續不派軍艦前來交戰，法國海軍遂於1914年9月1日派遣共和號等戰艦前往卡塔羅砲擊當地的奧軍防禦工事，企圖引誘奧匈帝國艦隊前來對戰，但由於奧軍嚴禁任何艦隻出海交戰而未能成功。另一方面，聯軍許多艦隻受到安提瓦里海戰影響，除了在交戰過程中的短暫時間內，火炮內一直處在上膛階段，準備在發現敵艦時立刻開火。聯軍接著在1914年9月18日至19日期間再次派遣艦隊入侵亞得里亞海，並一度推進到維斯島一帶海域。
聯軍艦隊於1914年10月至11月間仍持續地在該海軍執行作戰任務，其中包括在蒙特內哥羅沿岸一帶執行掃蕩任務，掩護在該海域進行補充煤炭的商船等。然而承擔防守地中海防線重責的法國艦隊在初期時缺乏在亞得里亞海附近適合地前線基地，進而在該海域所有行動皆受到限制，雖然英國同意法國海軍可自由使用馬爾他軍港，法國海軍也不定期會將艦隊輪調回土倫進行整補，但不管是馬爾他還是土倫仍距亞得里亞海數百英里遠，並不適合擔當前線基地。除此之外，奧匈帝國海軍不時派遣數艘潛艇襲擊該海域，這些水下威脅同時極大地威脅協約國軍艦在亞得里亞海的行動。例如在1914年12月，奧匈帝國U-12號潛艇擊傷让·巴尔号战列舰，迫使英法聯軍艦隊暫時將主力艦隊撤至馬爾他或比塞大兩地。隨著協約國部隊於巴爾幹半島有所進展後，法國人才獲得科孚島這座主要的前線基地，緩解了前線補給的困擾。1914年12月底時，共和號與法軍艦隊停留在納瓦林灣，隨後前往基西拉島與克里特島之間海域執行巡邏任務至次年5月7日為止。當義大利王國於1915年5月倒戈至協約國陣營後，法國海軍就將亞得里亞海的行動控制權交給了義大利皇家海軍，同時將法艦撤回至馬爾他與比塞大兩地，法國海軍後續還將比塞大列為法國主要的艦隊基地之一。

#### 1916年至1918年期間
1916年1月，法國海軍將共和號調遣至位在達達尼爾海峽的聯軍艦隊，以便能支援加里波利之戰中，即將撤離半島的聯軍部隊。此後不久，本艦及高盧人號持續地協助聯軍撤離戰場。由於希臘王國康斯坦丁一世較親近德國，加上他的王后索菲是威廉二世的妹妹，所以希臘在一戰爆發後一直處在中立狀態。為了逼迫希臘政府倒向協約國一方，法國海軍將撤離加里波利半島後的共和號及多艘前無畏艦，轉移到希臘薩洛尼卡。這支艦隊由共和號、祖國號及其它三艘自由級戰艦組成，並改編為第3分艦隊，其目的為向希臘施加壓力。在1916年6月和7月期間，共和號在薩洛尼卡及穆茲羅斯之間交替值勤，並在7月底時轉移到凱法利尼亞島。
自1916年下半年起，希臘親協約國的政府人士發起十一月事件，準備推翻君主制，英法兩國眼看機不可失，立刻軍事介入這起事件中。法國軍方接著在1916年12月1日派遣部隊在雅典登陸，以便支援親協約國一派，而共和號等軍艦則在沿岸準備進行支援。不過在雅典的戰事並不如意，英法部隊被希臘軍隊及武裝平民擊敗，只得再度搭艦撤離，之後司令部下令利用海軍艦艇封鎖保皇派控制的希臘地區。這場僵局延燒到1917年6月後，康斯坦丁一世被迫遜位，並默認盟軍在馬其頓的軍事行動。由於在希臘的任務達成，第3分艦隊正式解編，共和號與祖國號同時被轉調至東地中海總隊。1917年11月17日至18日夜間，共和號在利姆諾斯島突然發生脫錨意外，導致艦體擱淺在港口內，最終靠著多數拖船及數艘英國艦艇的支援才得以脫淺。1917年12月，共和號與祖國號位於船舯炮廓與船艉處的164公釐口徑1896年型火砲被部分移除。另外，由於對潛作戰的需求提增，法國海軍從所有船艦上調走一部份的船員進行反潛作戰，這導致包括共和號在內多數軍艦在1917年時遭到閒置。
1918年1月20日，法國海軍攔截到一情報，指稱先前轉移至鄂圖曼海軍的格本號準備再次出擊，因此司令部立刻調派共和號與祖國號採取備戰行動；不過已改名為嚴君蘇丹塞利姆的格本號，在出擊不久便被水雷擊傷，只能擱淺維修至戰爭結束為止，而法軍艦隊也僅能繼續在港口內待命。此後不久，共和號在1918年1月29日至2月19日期間於土倫進行大修。這當中包括更換2門305公釐口徑1893/96年型主砲，並將4門哈其開斯3磅艦炮改裝成高角度設計的防空砲；另外2門305公釐口徑主砲則遭到法國陸軍徵收，因此只能拆卸下來並運往前線。由於主砲數量減少一半，法國海軍遂於1918年3月28日將共和號改為訓練艦。

### 第一次世界大戰後
戰爭結束後，共和號仍繼續執行訓練任務，法國海軍接著於1919年7月1日將本艦正式分派至軍械與砲術學校。1919年10月2日，共和號進入乾塢，準備拆除艦上的主砲塔及位在炮廓的164公釐口徑1896年型火砲，但安裝在副砲塔的164公釐口徑火砲仍被保留下來。隨著越來越多次型號戰艦在戰後轉入後備役，逐漸取代共和號原本執行的任務。1920年12月9日，狄德罗号战列舰取代共和號在砲術學校的地位，法國海軍接著將共和號於1921年5月21日退役，並於1921年6月29日從海軍名錄除籍。共和號後來於1921年11月被拖往義大利薩沃納，並在當地拆解。

## 外部連結
- Republique Class from Battleship-cruisers.co.uk（页面存档备份，存于）